# Smin
Smin är en by i kommunen Shabla, i Dobritjprovinsen, i nordöstra Bulgarien. Den 1 januari 2007 hade byn 87 invånare.